# Веніамін (Биковський)
Веніамін (в миру Володимир Петрович Биковський; 1821, Дубнівка (не існує), Прилуцький повіт. — 1/13 лютого 1893, Чернігів) — український релігійний діяч ХІХ століття, церковний педагог. Єпископ Чернігівський і Новгород-Сіверський Синодальної РПЦ (1883—1893 рр.), професор Казанської духовної академії.

## Біографія
Народився на землях колишнього Прилуцького полку у священницькій родині, яка ще пам'ятала Гетьманщину. 1843 року закінчив Переяславську духовну семінарію. Одружився і 27 липня 1844 р. висвячений на священника села Погреби поблизу Прилук. Проте його переслідували особисті драми: померла дружина та троє малолітніх синів. Після цього він свідомо готує себе до чернечого майбутнього — 1849 року вступив до Київської духовної академії, а вже 31 травня 1851 року — пострижений у чернецтво.
Майбутній чернігівський єпископ зосереджується на освітній ниві: 1853 року стає наглядачем 2-го Орловського духовного училища.
1855 року затверджений у ступені кандидата богослов'я, 1856 р. — магістр богослов'я.
З 27 вересня 1857 року — інспектор Херсонської духовної семінарії. 1864 року переведений інспектором Казанської духовної академії. З квітня 1867 року — ректор Воронезької духовної семінарії.

### Єпископське служіння
19 грудня 1871 року архімандрит Веніамін хіротонізований на єпископа Острогозького, вікарія Воронезької єпархії з правом настоятельства у Олексієво-Акатовому монастирі.
З 23 травня 1879 р. — єпископ Оренбурзький і Уральський.
З 5 квітня 1882 р. — єпископ Чернігівський і Ніжинський. Маючи великий досвід організації православної освіти, помітно підняв рівень викладання у Чернігівській духовній семінарії, сприяв участі молодих священиків у роботі земств Чернігівської губернії (зокрема, церковному педагогу Іван Нагорському).
Одним із перших запровадив у єпархії позабогослужбові співбесіди, що відзначалося у звіті обер-прокурора за 1882 року. При ньому ж перебудовано весь будинок Чернігівської семінарії, для боротьби з сектами засновувалися братства: святого Михайла князя Чернігівського (в Чернігові), святителя Димитрія Ростовського (в Новгород-Сіверському), на честь ікони Божої Матері «Всіх скорботних Радість» (у Ніжині).
Помер 1 лютого 1893 р. Похований у Чернігові, в головному храмі Троїце-Іллінського монастиря під вівтарем. Цього ж року помер у Чернігові ще один діяч земського руху — Леонід Глібов, при чому також похований на території Троїце-Іллінського монастиря.

## Праці
- Письма к готовящемуся принять монашество // Православный Собеседник. — 1865. — Ч. ІІІ. — С. 284; 1866. — Ч. І. — С. 279; Ч. ІІ. — С. 219.